# Basile Camerling
Basile Camerling (n. 29 de abril de 1987 en Laxou, Francia) es un futbolista profesional francés que ocupa como jugador la posición de delantero, compitiendo desde el 2005 en la primera división de la liga francesa de fútbol y desde el 2009 en la segunda categoría.
Debutó el año 2005 en el equipo AS Nancy de la Ligue 1 de su país, para jugar durante el 2009 para el Clermont Foot, posteriormente ha sido traspasado al Amiens Sporting Club Football (en septiembre de 2009), ambos clubes de la Ligue 2.

## Trayectoria
| Club      | País    | Año       |
| --------- | ------- | --------- |
| AS Nancy  | Francia | 2005-2009 |
| Clermont  | Francia | 2009      |
| Amiens    | Francia | 2009-2010 |
| SR Colmar | Francia | 2010-2012 |